# 江戸を斬る
『江戸を斬る』（えどをきる）は、TBS系テレビ番組『ナショナル劇場』（後の『パナソニック ドラマシアター』）で放送されたC.A.L製作の時代劇である。第8部まで放送された。放送時間は月曜20:00 - 20:54。
2022年現在、第2部（『江戸を斬るII』）から第4部（『江戸を斬るIV』）がDVD化されている。BS-TBSでは2010年から2012年2月28日まで再放送が行われていた（第2部から第8部、第1部の順で放送）が、2013年2月28日から第2部以降の2巡目の再放送が行われた。2巡目の再放送で、第1部が放送されることはなかった。2014年10月1日より、TBSチャンネル初放送として、第1部から放送されている。

## シリーズ一覧
| 放送期間                                   | 放送期間      | 部    | 回数 | 通算 | 主演       | ヒロイン   | ヒロイン         | ヒロイン   | アシスト   | アシスト   | アシスト   | 最高視聴率 |
| ------------------------------------------ | ------------- | ----- | ---- | ---- | ---------- | ---------- | ---------------- | ---------- | ---------- | ---------- | ---------- | ---------- |
| 1973年9月24日                              | 1974年3月25日 | 第1部 | 26   | 26   | 竹脇無我   | 松坂慶子   | 鮎川いづみ       | 榊原るみ   | 松山英太郎 | 松山省二   | 高橋元太郎 | 25.7%1     |
| 1975年11月10日                             | 1976年5月17日 | 第2部 | 28   | 54   | 西郷輝彦   | 松坂慶子   | いけだももこ     | 遠藤真理子 | 松山英太郎 | 志垣太郎   | 高橋元太郎 | 25.4%1     |
| 1977年1月17日                              | 1977年7月11日 | 第3部 | 26   | 80   | 西郷輝彦   | 松坂慶子   | ジャネット八田   | 遠藤真理子 | 松山英太郎 | 和田浩治   | 田村亮     | 22.9%1     |
| 1979年2月12日                              | 1979年8月6日  | 第4部 | 26   | 106  | 西郷輝彦   | 松坂慶子   | ジュディ・オング | 遠藤真理子 | 松山英太郎 | 関口宏     | 谷幹一     | 36.7%1     |
| 1980年2月18日                              | 1980年8月11日 | 第5部 | 26   | 132  | 西郷輝彦   | 松坂慶子   | 山口いづみ       | 遠藤真理子 | 松山英太郎 | 関口宏     | 谷幹一     | 31.6%1     |
| 1981年2月16日                              | 1981年8月24日 | 第6部 | 28   | 160  | 西郷輝彦   | 松坂慶子   | 由美かおる       | 遠藤真理子 | 松山英太郎 | 関口宏     | 谷幹一     | 28.9%1     |
| 1987年1月26日                              | 1987年8月17日 | 第7部 | 30   | 190  | 里見浩太朗 | 鮎川いずみ | 有森也実         | 大沢逸美   | 松山英太郎 | 高橋元太郎 | 谷幹一     |            |
| 1994年1月31日                              | 1994年7月25日 | 第8部 | 26   | 216  | 里見浩太朗 | 城之内早苗 | 中野みゆき       | 二宮さよ子 | 渡辺徹     | 左とん平   | 谷幹一     |            |
| - 1 数字はビデオリサーチ調べ（関東地区）。 |               |       |      |      |            |            |                  |            |            |            |            |            |

## 登場人物

### 主要人物
| キャラクター   | 演じた俳優       | 出演部              | キャラクター像 |
| -------------- | ---------------- | ------------------- | --- |
| 梓右近         | 竹脇無我         | I                   | 主人公。 双子は畜生腹という迷信から始末されようとしたところを大久保彦左衛門に救われ、彼のもとで育つ。 彦左衛門の元を出てからは市井で瓦版の原稿を書きながら自由気ままに暮らしていた。 彦左衛門から右近の事を聞いた家光から由井正雪の動静を探るよう頼まれ、徳川重大の宝刀『葵の御紋入りの懐刀』を拝領し隠密使として活躍する事となる。 剣術に通じ、十兵衛、荒木又右衛門とは柳生新陰流の同門。 |
| 保科正之       | 竹脇無我         | I                   | 右近の双子の兄。 会津藩主。 時には右近の依頼により、家光へ直言もする。 |
| 遠山金四郎     | 西郷輝彦         | II - VI             | 主人公。本シリーズでは青年という設定。 遠山家の跡取り息子。 無頼の浪人者として市井に紛れごろつき同然の生活を送っていたが、魚政の売り子が怪物・鳥居耀蔵に冤罪で責め殺されてしまう。 この事に水戸斉昭に諭されて悪と戦う為、北町奉行の任を受ける。 おゆきや次郎吉、部下の同心や岡っ引きと共に事件を探索する。 喧嘩に強く剣の達人で、大捕物では悪党を峰打ちで倒して捕縛していく。 自ら潜入捜査を行っており、命の危険に晒される事もしばしば。 掴み所がなくあっけらかんとしているが、温厚で気のいい好青年で悪を許さない真面目な正義漢で、法の番人としての使命感を持つ。 人の心の機敏を探るのに長け、腹芸やハッタリもこなす。江戸の人々からは正義を貫き公正な裁きを行う姿勢で慕われている。 II終盤にて鳥居耀蔵一派の陰謀に嵌り北町奉行の任を解かれるが、鳥居失脚に伴い南町奉行の任に就く。 不良時代に見事な桜吹雪の彫り物を彫っているが、本人はこの過去を恥じており（白洲で見せる際に「俺に恥をかかせやがって」などと口にすることもある）滅多に見せない。 IVまではクライマックスシーンでも彫り物を見せないことの方が多かった。 精悍な美男子であり、おゆきに由美やお京を始め、女性から好意を持たれる事も少なくない。 既に肉親を亡くしており、屋敷で爺やの原田喜左衛門と暮らしている。乳母で母親代わりのお政には頭が上がらない。 恋人のおゆきとは昔からの付き合いで同志でもあるが、当初は正体を知らされておらず斉昭に水戸家の姫として引き合わされた。 危険に飛び込みたがるおゆきを心配しているが、おゆきに「金四郎様も似たような物」と言い返されているように、破れ鍋に綴じ蓋の似た者カップル。事実危ない所を何度も助けられておりぐうの音も出ない。 IVからは「大工の金公」に変装し、一介の町人としてお京・金太や石橋堅太郎らと接している。 |
| 遠山金四郎     | 里見浩太朗       | VII - VIII          | VIIの役職は江戸北町奉行。 初登場時は、黒い着流しの浪人姿で現れ、箱根で雲助に襲われていたお鈴を助ける。 偶然、宿泊した旅籠で、事件に巻き込まれてしまう。 正義感は人一倍強いのだが、権力を厭いどこか世をすねて生きてきたのを斉昭に諭されて北町奉行の要職を引き受ける。 普段は遊び人の「金さん」として活動するが、夜は「白頭巾」の姿になるときもある。 |
| 柳生奈美       | 松坂慶子         | I                   | ヒロイン。 宗矩の娘であり、十兵衛の妹。 剣の達人で右近を正体を知り彼を慕い活動を補佐する。 兄と共に正雪の動静を探っている。 |
| おゆき(雪姫)   | 松坂慶子         | II - VI             | ヒロイン。 徳川斉昭と妾の間に生まれた水戸家の姫・雪姫。 女中をしていたお政の実娘（長女）として育てられ「魚河岸小町」と評判の魚政の看板娘となった。 普段は町娘姿だが、魚屋の格好で一家の男衆を率いて魚の振り売りに出向く事も多い。 IIでは斉昭から隠し目付の密命を受けていた。 恋仲の金四郎とは乳兄弟にあって同じ志を持つ仲間でもあり、斉昭に金四郎を紹介した張本人。 たおやかで凛とした美女だが、勝ち気で負けず嫌いなおてんば娘。 困っている人を放っておけない性格で、思い立ったら即行動な所があり危険を顧みず突っ走りがち。 北辰一刀流の千葉周作を師匠に持つ武道の達人。 持ち前の正義感で宗十郎頭巾と着流し姿で謎の覆面剣士・紫頭巾に男装し、江戸中を回って悪人を撃退し人助けをしては去っていた。 登場時は鈴を投げる。 金四郎が奉行となってからは落ち着いたものの、叩きのめす相手の身分には厭わないためお尋ね者になっており、 金四郎を手伝おうと事件に首を突っ込んでは「お転婆も程々にしろ」とよく叱られているが本人は意に介さず。 相愛の金四郎とはIII第13話で結ばれ、水戸家の雪姫ではなく魚政の娘のおゆきとして金四郎の元に嫁ぎ、江戸中で玉の輿婚と評判になった。 金四郎と結婚後は雪姫としては登場しなくなる。 |
| ゆき(雪姫)     | 城之内早苗       | VIII                | 大御所徳川家斉となみの間に生まれた・雪姫。御落胤として左胸に赤い梅の花のあざがある。 大御所のきまぐれで由井の民家でおばばのおみねのもとで養育され、幼少のころから舟をこいで遊んでいた。 義理の姉（茜）と由井典膳の陰謀で殺されかけるも遠山金四郎に助けられ兄で将軍家慶とご対面する。 事件後、水戸斉昭の口利きでやなぎの女将お柳の養娘となる。 その後、丁助の口利きで第5話から「紫頭巾」として金四郎をサポートする。（登場する際は、風鈴捕物帳のBGMが使用される。） 登場時は鈴を投げる。 |
| 葵小僧新助     | 松山英太郎       | I                   | 義賊（葵小僧）として、江戸市中を騒がせていた。 孤児だったがお艶の父親が拾って育ててくれた事で長崎・海産物屋『但馬屋』の家人となる。 お艶を未だに「お嬢様」と呼ぶ。 第2話で右近に無理やり北町奉行所に出頭し、右近の正体を悟られた。しかし、石谷の温情な人柄により、罪には問われなかった。 以降は右近の活動を補佐する。 一心太助は、生き別れの弟だった。 同名の盗賊が実在するが、新助とは活動時期が100年以上も離れており、人物像もまったく異なる別人である。 |
| 次郎吉(鼠小僧) | 松山英太郎       | II - VI             | 葵小僧新助と同様のキャラクターで、普段は気さくな好人物だが、夜の世界では怪盗（義賊）として活動していた。 IIでは魚政一家の売り子の一人で、太助を「あにき」と呼ぶ臆病で気の弱い性格を見せ変装の為か眼鏡をかけている。 その正体は夜の闇に紛れて江戸中を騒がせた飄々とした喰えない義賊・鼠小僧。 魚政に潜り込んでいた所を金四郎に素性を看破され、「もう二度と盗みはしない」という約束で見逃され改心。 恩返しの為密かに金四郎の密偵として働いており、豊富な裏街道の知識や軽い身のこなしで陰ながら探索に貢献している。八丈島帰りの証である二本線の入れ墨が腕にある。 今では堅気の仕事を誇らしく思いお政を慕うが、「金持ちから盗んだ金を困っている人々に与えて幸せにした」という自負が少なからず残っており、 「義賊であろうが所詮盗人は盗人」と金四郎に叱責されて本人も重々留意している。 紫頭巾の正体がおゆきと知る一人で、大捕物の後はおゆきと共にこっそりと去っていく。 おゆきが紫頭巾となって事件に関わりたがるのを快く思っていないが、ついつい押し切られてしまう。 IIIでは、次郎吉自身が小頭に昇格し従来の気弱な演技も消滅して頼り甲斐のある「あにき」と呼ばれる存在となる。 IV以降は魚政に暖簾を分けてもらい料理屋を開業、「お政の子」という意味から「まさご」と名付けた。 |
| 雨森忠助       | 松山英太郎       | VII                 | 北町奉行所同心。 同心のまとめ役であり、金四郎の参謀的存在でもある。金四郎からは「忠さん」と呼ばれている。 |
| 一心太助       | 松山政路         | I                   | 魚屋。 大久保彦左衛門を尊敬している。新助を兄と知り、兄を救うため敵地に乗り込むが、捕らえられる。 その時、新助と兄弟の名乗りを上げる。 |
| 蓬莱亭鶴亀     | 渡辺徹           | VIII                | 医者。 「蔦屋」に居候し時には瓦版制作にも協力する。金四郎からは「鶴さん」と呼ばれている。 |
| お艶           | 鮎川いずみ       | I                   | 芸者。 元は幕府御用達の長崎・海産物屋『但馬屋』のお嬢様だった。 親の仇を討つ為、情報収集していたが、第5話で仇を捕縛することに成功した。 右近を慕い時折、間者として彼の活動を助ける。 |
| お仙           | 鮎川いずみ       | VII                 | 表の顔は小料理屋の「ひさご」女将だが、実は斉昭配下の女忍。 金四郎を助けて探索活動を務める。色川からしつこく言い寄られているが、軽くあしらっている。 |
| 半の目の丁助   | 左とん平         | VIII                | 「やなぎ」の板前。 元・忍びで影から金四郎とゆきをサポートする。 サイコロを投げるのが得意。 |
| お蘭           | 二宮さよ子       | VIII                | 表の顔は瓦版屋「蔦屋」の女将だが、元・女忍。 その腕で金四郎をサポートする。 |
| お政           | 春川ますみ       | II - VI             | 魚屋「魚政」の女将。 新門辰五郎の妹でお小夜やお千代の母親。 水戸徳川家の屋敷に仕えていたお女中で、その後、遠山家の奉公人として金四郎の乳母でもあり、母親代わりとして厳しくも優しく接している。 女中時代は痩せており、美人で評判だったらしい。 その後、預かったおゆきこと雪姫を2人の娘ともども分け隔てなく育て上げふくよかだが義理人情に厚く面倒見の良い性格から江戸の人々に慕われる威勢の良い名物女将となる。 娘たちの一本気な性質はお政譲りとも言える。 行き場のない寄せ場帰りや入れ墨者達を何人も売り子に雇い入れたり、病人に魚を差し入れさせたりしている。 しかしおゆきの素性についてはお小夜らを始め周囲に一切気取られる事がなかった。 III以降ではお政が次郎吉を鼠小僧と知っている設定の話も存在する。 |
| お柳           | 春川ますみ       | VIII                | 舟宿「やなぎ」の女将。 元・水戸徳川家の奉公人。 |
| お小夜         | いけだももこ     | II                  | お政の次女（実は長女）。おゆきの妹でお千代の姉。 金四郎に好意を抱いており、金四郎がおゆきとばかり話したがるのに拗ねている。 友人のお民と間違われて盗賊にさらわれた時は、現れた人物が金四郎が調べている巴屋十兵衛と気づいて気丈に振舞い、助けに現れたお民の祖父・松蔵の意図を察して機転を働かせる姿も見せた。 おゆきを実の姉だと思っており、正体を知らされた時はお千代らと共に驚愕した。 |
| お千代         | 遠藤真理子       | II - VI             | お政の三女・魚政の看板娘。 金四郎からは「お千代坊」と呼ばれる。 甘えん坊な末っ子気質でおゆきによく懐いており、IIまではおゆきを実の姉だと思っていた。 IIでは源七と仲が良く、晩ご飯を作ったり焼き餅を焼いたりと好意を抱いている描写がある。 IIIでおゆきが嫁いだ後は魚政の後継ぎとしての自覚から、おゆきの代わりに売り子の男衆を率いて魚の振り売りに出向くようになる。 |
| 柳生十兵衛     | 若林豪           | I                   | 右近とは旧知の仲。 正雪の動静を探っている。 右近の正体を知る一人。 |
| 片桐弥平次     | 若林豪           | VII                 | 斉昭の配下。虚無僧の姿で活動することが多い。 |
| 橘町の源七     | 志垣太郎         | II                  | 岡っ引き。 爽やかな熱血漢で、伊蔵には「若造の青二才」呼ばわりされ冷遇されていた。 まだ若く駆け出しだが素質があり、金四郎から期待されている。 金四郎とはごろつき浪人だった頃からの知り合いで、後に奉行だと知らされた時は驚愕した。 その後は金四郎の腹心として捜査を手伝うが、紫頭巾と鼠小僧が協力者だとは知らない。 お千代に晩ご飯を作って貰うなど好意を持たれている。 岡っ引きだった父親が盗賊の因果小僧六之助一味を追っている最中に殉職しており、一味の女盗賊・おさらばお艶とひょんな事から正体を知らずに自分の長屋に泊める。 源七にほだされたお艶と金四郎の助けを借り、父の仇である因果小僧一味を捕らえた。 |
| がってん竹     | 高橋元太郎       | I                   | 長兵衛と小夜親子配下の下っ引き。 |
| 太助           | 高橋元太郎       | II                  | 「魚政」の行商小頭。 男衆達から「あにき」と呼ばれている。 初期では比較的慎重なタイプで、血気にはやる弟分達をたしなめている事が多い。 女の子に優しく割と惚れっぽい性格。 白州で見た金四郎の桜吹雪に触発されて彫り物を彫ろうとした事があり、金四郎やお政らに叱られて小さくなっていた。 「目撃者は花嫁」では故郷の印旛村から一旗揚げようと江戸に出てきた過去が語られる。 父・太兵衛と養子の義理の妹・お稲に親孝行のつもりで魚政に婿入りしたと嘘をつくが、お稲に好意を持たれていたと判明。 故郷で所帯を持つと決まる結末を迎えるが、以降の回では継承されていない。 |
| 鶴吉           | 高橋元太郎       | VII                 | 文蔵配下の下っ引き。 |
| のっそり松     | 浅若芳太郎       | I                   | 長兵衛と小夜親子配下の下っ引き。 |
| 島村弥五郎     | 髙田次郎         | II                  | 北町奉行所同心。 |
| 関谷五郎次     | 北村英三         | II                  | 北町奉行所同心。 |
| 小綱町の佐吉   | 和田浩治         | III                 | 片桐配下の岡っ引き。 純情で心優しい庶民の味方。 弥平次同様に鼠小僧や紫頭巾が協力者だとは知らない。 恋人と仲睦まじい金四郎と弥平次に当てられ気味で、独り身を寂しがっている。 |
| 片桐弥平次     | 田村亮           | III                 | 南町奉行所同心。 若く生真面目な正義漢。 上司である金四郎や子分の佐吉と共に三人一組で事件を捜査するが、鼠小僧や紫頭巾が協力者だとは知らない。 偶然出会ったお京を掏摸とは知らずに惹かれ合い、素性を知った後は彼女を助けたい気持ちと使命との間で板挟みになってしまうが、金四郎や佐吉達の助けでお京と結ばれる。 |
| 木島忠兵衛     | 水上保広         | III                 | 南町奉行所同心。 |
| 石橋堅吾       | 関口宏           | IV - VI             | 南町奉行所同心。 金四郎から信頼されている。 生真面目な善人なのだがいまいち頼りなく、うだつの上がらなさを自覚している。 妻を亡くしており、堅太郎を男手一つで育てている。 何も知らずに金公と気安く接するお京と金太や堅太郎たちに、1人冷や汗を流す。 |
| 秋月兵馬       | 森田健作         | VII                 | 北町奉行所同心。 熱血漢で短気になる事もある。 |
| 速水新太郎     | 太川陽介         | VII                 | 北町奉行所同心。 |
| 結城正吾       | 太川陽介         | VIII                | 北町奉行所同心。亡き父は文蔵とコンビを組んでいた同心であることから、お鈴に「若」と呼ばれている。熱血漢だが短気。 |
| 片桐新八郎     | 江藤潤           | VIII                | 北町奉行所同心。熱血漢である。 |
| 小夜           | 榊原るみ         | I                   | じゃじゃ馬で女の身でありながら目明しをする長兵衛の娘。 近所に住む右近に好意を持っており、朝食を作って持っていく事が度々ある。 その為、奈美やお艶に焼きもちを焼いている。 右近の正体については何も知らない。 |
| お京           | ジャネット八田   | III                 | 女スリ。細工職人の吉兵衛の娘。 相棒のひょう六と組んで掏摸をしていたが、掏った財布の持ち主を脅迫して様子を見ていた吉兵衛が殺されてしまう。 役人に不信感を持っており、弥平次に好意を抱くが弥平次が同心だと知ると心を閉ざしてしまう。 金四郎の計らいによって掏摸から足を洗い、弥平次と結ばれる。 |
| お京           | ジュディ・オング | IV                  | 女目明かし。 「捕物小町」と呼ばれるほどの勝ち気で負けん気の強いじゃじゃ馬娘で捕縛用の赤い紐を投げる事が多かった。 「大工の金公」に好意を寄せているようだが、金公の正体が奉行の遠山金四郎である事については知らない為、何かと助けてくれる金公を頼りにして好意を抱いている。（ただしお京が金公が実は金四郎ではないかと疑うシーンはある。） |
| お京           | 山口いづみ       | V                   | Vの初回は普通の町娘だったが、志半ばで倒れた父・吉兵衛（佐野浅夫）の十手を受け継ぎ、女ながらに岡っ引きとなる。金四郎の正体は知らない。 |
| お京           | 由美かおる       | VI                  | 女目明かし。 |
| お京           | 有森也実         | VII                 | 火消し一番組の頭・吉五郎の娘。 金四郎の正体は知っている。 |
| 出目の金太     | 谷幹一           | IV - VI、VIII       | お京配下の下っ引き。 元は吉兵衛の子分だった。 剽軽で憎めない三枚目だが、十手を笠に着て横柄に振る舞いがち。 お京を「お嬢さん」と呼んで慕い、事件現場に必ず現れる大工の金公をいつも邪魔者扱いしている。 お京が「どこの骨の馬ともわからない」金公に夢中なのも気に入らず何かと金公に噛みついてくる。 お京同様に正体が金四郎である事は知らない。 出目の由来は顔から飛び出しそうに大きな目玉から。 VIIIではお鈴の子分。 主に結城や片桐に就いている。 VIIIでは金公の正体を知っている。 |
| 亀三           | 谷幹一           | VII                 | お鈴配下の下っ引き。 元は文蔵配下であったが、鶴吉共々跡を継いだお鈴配下の下っ引きとして引き継いだ。 |
| お喋り伝助     | 桜木健一         | VIII                | お鈴の子分。 主に結城や片桐に就いている。 |
| 咲             | 大山のぶ代       | III - VI            | うめに仕える女中。 おゆきと金四郎の仲に勘付きうめに知らせた。 うめがおゆきを認めて隠居先の邸宅に帰った後も、一人で金四郎・おゆき夫妻のお目付け役として残された。 原田喜左衛門とは犬猿の仲で、「行き遅れ」呼ばわりされている。 |
| 脇坂八重       | 榊千代恵         | III                 | 脇坂重蔵の妹。 冷酷な兄とは違い、心の優しい人物。 |
| お志乃         | 榊千代恵         | IV                  | 「まさご」の女中。 |
| お志乃         | 仁和令子         | V                   | 軽業師・志乃太夫。 両親を殺した一座の座頭で窃盗集団の頭に騙されて悪事をしていて、殺されかけたが 金四郎に助けられ「まさご」の女中となる。 その後は次郎吉と共に金四郎をサポートする。 VIでは「まさご」での仕事に専念する。 |
| お志乃         | 清水久美子       | VI                  | 軽業師・志乃太夫。 両親を殺した一座の座頭で窃盗集団の頭に騙されて悪事をしていて、殺されかけたが 金四郎に助けられ「まさご」の女中となる。 その後は次郎吉と共に金四郎をサポートする。 VIでは「まさご」での仕事に専念する。 |
| お美津         | 史織ゆき         | IV                  | 「まさご」の女中。 両国の軽業小屋の手妻の見習いをした経歴あり。 |
| お亀           | かわいのどか     | V                   | 「まさご」の女中。 次郎吉曰く、ふくよかな体格の持ち主で、明るくおおらかだがそそっかしい性格。 「デブ」呼ばわりされるのを嫌う。 |
| おたま         | 田中綾           | VI                  | 「まさご」の女中。 |
| お松           | 衣通真由美       | VII                 | 「ひさご」の女中。 |
| お竹           | 辻沢杏子         | VII                 | ある事件に巻き込まれた商人の娘。その事件の解決後「ひさご」の女中として働くことになった。 |
| お梅           | 片山由香         | VII                 | 「ひさご」の女中。 |
| 石橋堅太郎     | 伊藤洋一         | IV - VI             | 石橋の1人息子。 父親が反面教師なのかかなりしっかりした性格。 堅吾を尊敬している。 何かと事件に巻き込まれており、しばしば事件解決に貢献している。 金四郎に可愛がられて将来を見込まれており、金公としての金四郎を慕っている。 |
| 雨森加代       | 松島玉枝         | VII                 | 雨森の娘。 母親を早くに亡くしている所から年の割にはしっかりしたところがある。 |
| 雨森しのぶ     | 佳那晃子         | VII                 | 雨森の妻、加代の母親。 3年前に流行病で死亡。 |
| お鈴           | 大沢逸美         | VII                 | 鳥越の文蔵（佐野浅夫）の姪。 亡き伯父の後をついで目明しとなる。捕物のときは両端に分銅の付いた縄を投げつける技を使う。 |
| お鈴           | 中野みゆき       | VIII                | 文蔵の娘。亡き父の後をついで目明しとなる。 |
| お春           | 沢田亜矢子       | II - III            | お千代の親友。 居酒屋「ひさご」の女中。 店では魚政の男衆が贔屓する程の人気がある。性格にミーハーな所があり、はしゃぐ描写がある。 金四郎に憧れていたらしく、おゆきと恋仲と知った後は不機嫌になっていた。 |
| お春           | 吉井丈絵         | VIII                | 「やなぎ」の女中。 |
| お夏           | 彩木優花         | VIII                | 「やなぎ」の女中。 |
| お秋           | 河内久美         | VIII                | 「やなぎ」の女中。 |
| 弥太           | 日吉としやす     | II - III            | 魚政の行商。 |
| 弥太           | 鳥巣哲生         | IV                  | 魚政の行商。 |
| 弥太           | 有光豊           | V - VI              | 魚政の行商。 |
| 己之助         | 鳥巣哲生         | II - III            | 魚政の行商。 |
| 己之助         | 奔田陵           | V                   | 魚政の行商。 |
| 己之助         | 山本雅一         | VI                  | 魚政の行商。 |
| 清吉           | 小笠原剛         | II - III            | 魚政の行商。 |
| 清吉           | 竹村洋輔         | IV                  | 魚政の行商。 |
| 清吉           | 白井滋郎         | V                   | 魚政の行商。 |
| 清吉           | 北見誠           | VII                 | 火消し「一番組」の隊員。 |
| 仙太           | 水谷邦久         | II                  | 魚政の行商。 |
| 仙太           | 東田真之         | III                 | 魚政の行商。 |
| 仙太           | 東田真一         | IV - VI             | 魚政の行商。 |
| 仙太           | 高橋浩二朗       | VII                 | 火消し「一番組」の隊員。 |
| 竹造           | 尾澤誠           | II - III            | 魚政の行商。 |
| 竹造           | 徳光信夫         | V                   | 魚政の行商。 |
| 竹造           | 伊庭剛           | VI                  | 魚政の行商。 |
| 留吉           | 小坂和之         | II - III V          | 魚政の行商。 |
| 留吉           | 記久輝光         | IV                  | 魚政の行商。 |
| 留吉           | 有光豊           | VII                 | 火消し「一番組」の隊員。 |
| 辰三           | 加川明           | VI                  | 魚政の行商。 みんなから兄貴と呼ばれている。 |
| 政吉           | 大門正明         | VII                 | 火消し「一番組」の小頭。 吉五郎の参謀的存在でお京に好意を持っている。 |
| 佐吉           | 武井三二         | VII                 | 火消し「一番組」の隊員。 |
| 吉五郎         | 藤岡琢也         | VII                 | 金四郎が居候している火消し「一番組」の頭領。 金四郎を「若」と呼ぶ。 |
| お仲           | 津山登志子       | I                   | 太助の女房。 彦左衛門宅に奉公している。 |
| 閻魔の伊蔵     | 南道郎           | II - III            | 鳥居配下の岡っ引き。 あだ名の通り、十手を笠に着ており、権力者に媚びへつらい弱者には横柄な態度を取り、 「地獄の沙汰も金次第」と賄賂を貰い便宜を図っている事でも知られ、町民から恐れられており、冤罪でも逮捕（処罰）する等非常に評判が悪い。 時には悪事に加担する事も厭わず、無実の人間を冤罪にかけ拷問で死なせても一切悪びれない図太さを持つ。 良くも悪くも執念深い性格で、職務には一切手を抜かず歩き回る真面目な一面も。 底意地が悪いが懐に入れた相手への面倒見は良いらしい。 魚政一家や金四郎を敵視しており、特に金四郎の事を「桜の彫り物の浪人」と目の敵にする程だった。 鼠小僧が魚政と何か繋がりがあると睨んでいる。 どうやら妻帯しているらしく、お浜という妾も抱えていた。 金四郎に容疑がかかった際執拗に追い詰めたが、由美に金四郎の正体が北町奉行と知らされると態度を一転させた。 |
| 閻魔の伊蔵     | 田口計           | IV                  | 鳥居配下の岡っ引き。 あだ名の通り、十手を笠に着ており、権力者に媚びへつらい弱者には横柄な態度を取り、 「地獄の沙汰も金次第」と賄賂を貰い便宜を図っている事でも知られ、町民から恐れられており、冤罪でも逮捕（処罰）する等非常に評判が悪い。 時には悪事に加担する事も厭わず、無実の人間を冤罪にかけ拷問で死なせても一切悪びれない図太さを持つ。 良くも悪くも執念深い性格で、職務には一切手を抜かず歩き回る真面目な一面も。 底意地が悪いが懐に入れた相手への面倒見は良いらしい。 魚政一家や金四郎を敵視しており、特に金四郎の事を「桜の彫り物の浪人」と目の敵にする程だった。 鼠小僧が魚政と何か繋がりがあると睨んでいる。 どうやら妻帯しているらしく、お浜という妾も抱えていた。 金四郎に容疑がかかった際執拗に追い詰めたが、由美に金四郎の正体が北町奉行と知らされると態度を一転させた。 |
| 銀次           | 岡部征純         | II - III            | 伊蔵配下の下っ引き。 伊蔵に比べて良識を持っているようだが、伊蔵に付き合って悪事の片棒を担ぐ小悪党。 伊蔵の事を親分として慕っているらしい。 |
| お浜           | 二本柳俊衣       | II                  | 伊蔵配下の女。 伊蔵の為ならどんな詐欺行為もするが、ミスを犯し暗殺される。 |
| 色川伝兵衛     | 小松政夫         | VII - VIII          | 南町奉行所同心。 スケベでお仙の事が気に入っている。VIIIでもほとんど変わらず、お柳はじめやなぎの女中からは「（南の）ゲジゲジ」と陰で呼ばれている。 |
| 久助           | 広瀬義宣         | VII                 | 色川配下の岡っ引き。 |
| もぐらの半助   | うえだ峻         | VIII                | 色川配下の岡っ引き。 |
| 丈吉           | 佐野圭亮         | VIII                | 蔦屋で働いている。 |
| 鹿屋源六       | 赤城太郎         | VIII                | 蔦屋に時々たれ込みを出す情報屋。 |
| かおり         | 稲村友紀         | VIII                | 遠山家の女中。 たかのことを「大奥様」、金四郎のことを「お殿様」と呼んでいる。 金四郎に今日の運勢をいつも聞いている。 |
| たか           | 淡島千景         | VIII                | 金四郎の母。 金四郎の嫁探しを喜左衛門と協力して行っている。 |
| 遠山うめ       | 千石規子         | III                 | 金四郎の祖母。 素直ではない頑固者だが根は真っ直ぐで善良な人物。 金四郎に由緒正しい家柄の花嫁を世話しようと、侍女の咲と共に役宅へ乗り込んで来た。 お雪の本当の身分は知らない。 おゆきに一目置いているものの町娘である事に「魚屋ふぜいでは釣り合わない」と言うほど難色を示しており、金四郎とおゆきが結婚した後はおゆきをいびろうとするのだが、おゆきに完封負けしてしまう。 その後はおゆきを嫁として認めるようになり、度々役宅を抜け出す金四郎とおゆきに説教をしていた。 お目付け役に咲を残して本宅へと帰って行った。 |
| 彦兵衛         | 長浜藤夫         | II - III            | 金四郎や魚政の連中が通う居酒屋の親父。 お春の父親。 |
| 石谷十蔵貞清   | 中村竹弥         | I                   | 北町奉行。 右近とは、「十蔵」「若」と呼び合う仲。右近の正体を知らされている。 正雪の画策で窮地に陥った事もある。 |
| 新門辰五郎     | 中村竹弥         | II                  | 火消し。 お政からは「あにさん」と呼ばれている。 |
| 喜蔵           | 不波潤           | II                  | 辰五郎の配下。 |
| 中島貞五郎     | 山本清           | III                 | 火付盗賊改方同心。 |
| 檜垣五平太     | 伊吹徹           | III                 | 火付盗賊改方同心。 |
| 池田孫六       | 深江章喜         | III                 | 火付盗賊改方同心。重蔵の参謀的存在。 |
| 由井正雪       | 成田三樹夫       | I                   | 幕府転覆を企む深慮遠謀の持ち主。 第2話でお仲を助けた描写がある。 右近に捕まりそうになった配下の者は必ず暗殺し、なかなか尻尾を掴ませなかった。 挙兵に失敗し駿府へ逃走するも右近と十兵衛の前で自害。 |
| 脇坂重蔵       | 成田三樹夫       | III - IV            | 火付盗賊改方の指揮官。 強気で、行き過ぎた正義感から強権的な探索を進め、裁判第一主義者の金四郎達と何度も対立する。 逆らう者は丸腰でも生かしておかない非情ぶりと執念深さから「死神の重蔵」の異名で恐れられている。 自分の手柄を掻っ攫っては絶大な人気を集める金四郎が面白くなく蹴落とそうとし、金四郎絡みだと躍起になりがちと評判。 数回に渡って金四郎に助けられる内に態度を軟化させていき、第25話で職を辞して和解する。 出世欲は強いらしく南町奉行の後釜を狙っていたり、妹の八重には条件の良い相手を射止めて結婚する事を言い含めていた。 人質にされた八重を見捨てて盗賊を捕らえようとして部下に制止された事もある。 |
| 金井半兵衛     | 川辺久造         | I                   | 正雪の配下。 正雪や戸右衛門らとは別に大坂へ逃亡するも捕らえられ自害する。 |
| 丸橋忠弥       | 加東大介         | I                   | 槍の名人で、道場を開いていた。 心優しい人物で、右近とも仲が良い。 妻の治療で恩を受けた為、やむなく正雪の配下となる。 その為、正雪に盲目的に従っている訳ではなく、第15話で笹野権三郎を手助けするなど右近に同調する事もある。 挙兵に失敗し正雪を逃がすため、殿を引き受け、右近の説得を振り切り炎に投ずる。 |
| 千葉周作       | 中谷一郎         | II                  | 北辰一刀流の達人で、水戸家剣術指南役、千葉道場の師範代。 おゆき(雪姫)の剣術の師匠。 斉昭から庇護を受けている。 斉昭の知らせを受けて金四郎達の助太刀に駆けつける。 |
| 千葉周作       | 三船敏郎         | IV                  | 北辰一刀流の達人で、水戸家剣術指南役、千葉道場の師範代。 おゆき(雪姫)の剣術の師匠。 斉昭から庇護を受けている。 斉昭の知らせを受けて金四郎達の助太刀に駆けつける。 |
| 原田喜左衛門   | 中村錦司         | II - VI             | 遠山家に仕える古参の御用人で、金四郎からは「じい」と呼ばれている。 何かと屋敷を抜け出したがる金四郎を諫めようと口を酸っぱくするが、そそっかしい性格のせいか金四郎が一枚上手である。 おゆきが斉昭の娘である事も知っている。 気が弱く、うめには頭があがらない。 |
| 原田喜左衛門   | 鈴木ヒロミツ     | VIII                | 遠山家に仕える古参の御用人。 VIIIでは金四郎の嫁探しをたかと協力して行っている。 たかのことを「大奥様」と呼んでいる。 |
| 仏の長兵衛     | 大坂志郎         | I                   | 目明し。 人情派の為「仏」とあだ名される。 右近を気に入っており、第5話で石谷十蔵から正体を知らされる前は、娘（小夜）と結婚させよう、と思っていた。 |
| 中山伝右衛門   | 大坂志郎         | II - III            | 水戸藩の御用人。 金四郎とおゆき(雪姫)との祝言を機におゆきの養父となる。 |
| 中山喜左衛門   | 中村錦司         | VII                 | 水戸藩の御用人。 笑い声、匂いを嗅ぎながら斉昭をたずねるが、逆にあしらわれる。 |
| 林戸右衛門     | 伊吹聡太朗       | I                   | 正雪の配下。 物事を独断で決する事も多いため、時折、正雪や半兵衛から窘められる。 挙兵に失敗し駿府へ逃走するも右近と十兵衛に斬られる。 |
| 鬼頭正眼       | 伊吹聡太朗       | II                  | 本庄や鳥居の配下として活動する浪人。 冷酷非道な剣の達人で金四郎やおゆきよりも腕が立つ程、お浜や野中静山を殺害した。 千葉周作とは旧知の仲で因縁があり、左目そばにある刀傷は周作と斬りあった時にできたもの。 千葉周作と一騎討ちをしようとするが、金四郎と千葉周作に斬られる。 |
| 本庄茂平次     | 横森久           | II                  | 鳥居配下の御用人。 鳥居程ではないが狡猾な権謀家で、鳥居に悪巧みを提案する等している。 上知令に反対する神官・野中静山を殺害した為、鳥居によって投獄されてしまうが、正眼達が雪姫を捕らえると鳥居に利用価値を見出され助命される。 しかし、鳥居失脚も知らずにふてぶてしく白州へ向かうが、南町奉行として現れた金四郎に驚愕し再び牢に入る事となった。 |
| 鳥居耀蔵       | 金田龍之介       | II                  | 江戸南町奉行。 「妖怪」のあだ名で恐れられる陰謀家。 水野忠邦、後藤三右衛門と腹を合わせ奸計を用い、私利私欲の為には手段を選ばず自らの手は汚さず無実の人間を遠島や死刑にする悪辣な人物。 「蛮社の獄」を提唱し、蘭学者を弾圧した。 魚政の売り子を罠に嵌めて責め殺して以来、金四郎に敵意を抱き、様々な嫌がらせを行ない、事あるごとに無理難題を押し付けて切腹に追い込もうとする。 終盤、上知令に反対する神官の息子を救った事で金四郎を北町奉行辞職させ閉門に追い込み、おゆきを捕らえる。 水野に忠誠を誓う素振りを見せていたが、由美が水野と縁を切り仏門に入ったのを機に水野に見切りを付けようと三右衛門を利用して水野を告発し失脚させた。 更に金四郎を追い詰めようとお政ら「魚政」の人達を全員捕らえ水野と敵対していた土井利位に取り入ろうとする。 しかし自らの意に沿わぬと三右衛門に言われ、付けえないと判断し彼に今までの罪を被せて即刻処刑させた。 そして土井への取り入りに成功し金四郎を自害に追い込む準備が整い爽やかな朝を迎えるも評定所で家慶におゆきと三右衛門の遺書を見せられ失脚する。 |
| 鳥居耀蔵       | 名和宏           | VIII                | VIIIでは前シリーズ程の極悪人ではなく金四郎が手柄をあげると色川にあたったりとコミカルな人物になっている。 |
| 後藤三右衛門   | 田中明夫         | II                  | 商人。 水野と鳥居と組んで御金改役にまでなる。 物腰は穏やかだが、悪知恵に長けた喰わせ者。 水野を蹴落とした鳥居に土井大炊頭への賄賂を要求され、信用出来ないと断ると口封じの為に公金横領の罪で処刑を待つ身となってしまう。 没収された財産の一部は土井の懐柔に使われた。 自分を陥れた鳥居への恨みを募らせ、尼となった由美に鳥居の悪事全てを血文字で記した告発文を託し、間もなく最期を遂げた。 |
| 水野由美       | 山口いづみ       | II                  | 水野忠邦の娘。 男装して馬を乗り回す我が儘で気性が激しく乱暴なじゃじゃ馬で、父親の水野も持て余している。 よく若衆姿でお忍びをしており、伊蔵や銀次を手こずらせる。 当初は浪人だった頃の金四郎とは対立していた。 第5話で、彼に叱責されて暴れた所を平手打ちされ、すっかりしおらしくなり金四郎を強く慕うようになる。 第7話で、お見合いも断られてからは恋心を抱くようになる。 金四郎とおゆきが恋仲だと知ってからはおゆきに嫉妬心を燃やすように。 侍女の菊乃とは姉妹のように仲が良い。 第27話で、父である水野と鳥居の策略で大奥入りを決められ、鳥居一派の陰謀に嵌まった金四郎の助命を条件に承諾。 鳥居らに囚われたおゆきを助けて和解し、おゆきを羨ましく思いながら共感を示す。 だが次郎吉の報告で、鳥居が見勝手な事した事を知り父に騙されたと知って親子の縁を切り尼寺へと出奔した。 最終回で後藤三右衛門の遺書を斉昭と金四郎に託す。 |
| 水野忠邦       | 安部徹           | II、V               | 江戸幕府老中。 腹黒い野心家で、妖怪・鳥居の後ろ楯となって悪事の数々を重ねている。 「天保の改革」を提唱する。 一人娘の由美のじゃじゃ馬ぶりに手を焼くが、「結婚すれば落ち着く」と楽観視している。 金四郎を由美の婿にして政敵を籠絡しようとした事がある。 金四郎の助命を条件に由美を大奥に入れようとするが水野と鳥居に約束を守る気はなく、騙されたと知った由美は直前で尼寺に行くと宣言し出奔したため大奥から怒りを買う。 その後、鳥居の裏切りで引導を渡され老中を失脚。 その後、V最終回で老中に帰り咲こうと阿部正弘暗殺を企てるも、事が発覚し隠居した。 |
| 水野忠邦       | 岡田英次         | VII                 | VIIでは悪徳商人と組み砂金の横領により私腹を肥やそうとする企みを金四郎に気付かれ、斉昭の怒りを買う。 |
| 水野忠邦       | 高野真二         | VIII                | VIIIでは鳥居同様に悪人ではなく、特に鳥居と親しくする描写もない。 |
| 矢部駿河守定謙 | 高野真二         | VII                 | 江戸南町奉行。 鳥居の前任。北町奉行になった遠山に嫉妬し、手柄をあげたとなると色川にきつくあたる。 |
| 柳生但馬守宗矩 | 志村喬           | I                   | 十兵衛と奈美の父。 幕府大目付。 右近の剣術の師でもある。 |
| 大久保彦左衛門 | 片岡千恵蔵       | I                   | 天下の御意見番。 右近の正体を知る一人。 旗本衆の総大将として右近を手助けし、逆に助けられる事もある。 |
| 笹尾喜内       | 牟田悌三         | I                   | 大久保家の御用人。 無謀な主人を心配する場面もある。 |
| 松平伊豆守信綱 | 神山繁           | I                   | 幕府老中。 別名「知恵伊豆」と呼ばれるほど有能な人物。 浪人同様に頼宣や忠長も力ずくで追い込もうとする武断派であり、そのため大目付の柳生宗矩とは対立する事もある。 |
| 脇坂和泉守     | 永野達雄         | III                 | 若年寄。 脇坂重蔵の叔父。 |
| 牧田備前守     | 永野達雄         | VII                 | 老中。 |
| 土井大炊頭利勝 | 水島道太郎       | I                   | 幕府老中。同シリーズ第19話では宇佐美淳が演じた。 |
| 阿部伊勢守正弘 | 中丸忠雄         | III - IV            | 老中。 金四郎の事を快く尊敬している。 |
| 阿部伊勢守正弘 | 入川保則         | V                   | 老中。 金四郎の事を快く尊敬している。 |
| 徳川家慶       | 入川保則         | II - III            | 江戸幕府第十二代将軍。 |
| 徳川家慶       | 田村亮           | IV                  | 江戸幕府第十二代将軍。 |
| 徳川家慶       | 長谷川哲夫       | VII                 | 江戸幕府第十二代将軍。 |
| 徳川家慶       | 竹脇無我         | VIII                | 江戸幕府第十二代将軍。 |
| 徳川斉昭       | 森繁久彌         | II - III VII - VIII | 徳川御三家水戸藩九代藩主で「烈公」の異名を持つおゆきこと雪姫の実父。 金四郎に町奉行になる事を勧め推挙した人物。 温厚で気のいい好々爺だが、のらりくらりとした喰えない古狸でもある。 水野や鳥居と敵対しており、おゆきに隠し目付の密命を与えていた。 |
| 徳川家光       | 長谷川哲夫       | I                   | 江戸幕府第三代将軍。 右近、保科正之の兄。 |

## 歴代ナレーター
- 第1部 - 第7部：芥川隆行
- 第8部：杉山真太郎

本作の歴代ナレーターは、同時期のナショナル劇場におけるC.A.L製作の時代劇作品（『水戸黄門』、『大岡越前』、『翔んでる!平賀源内』、『南町奉行事件帖 怒れ!求馬・南町奉行事件帖 怒れ!求馬II・大江戸を駈ける!』）も上記放送期間と同様のナレーターがも担当している。

## ネット局
- 近畿地方では、『梓右近隠密帳』のみ朝日放送にネットされ、その後、1975年3月31日のネットチェンジにより、第2部から毎日放送にネット局が変更になった。
- 福島県では、『梓右近隠密帳』と第2部から第6部（西郷輝彦版全作）が福島テレビにネットされ、第7部・第8部（里見浩太朗版全作）はテレビユー福島にネットされた。